# Olympische Sommerspiele 2024/Teilnehmer (Nordkorea)
| Gelbes Symbol für Goldmedaillen mit stilisierten Olympischen Ringen | Graues Symbol für Silbermedaillen mit stilisierten Olympischen Ringen | Braundes Symbol für Bronzemedaillen mit stilisierten Olympischen Ringen |
| ------------------------------------------------------------------- | --------------------------------------------------------------------- | ----------------------------------------------------------------------- |
| —                                                                   | 2                                                                     | 4                                                                       |

Nordkorea nahm an den Olympischen Spielen 2024 vom 26. Juli bis zum 11. August 2024 in Paris teil. Es war die insgesamt elfte Teilnahme an Olympischen Sommerspielen und die erste seit 2016. In Tokio nahm Nordkorea wegen der COVID-19-Pandemie nicht teil.

## Teilnehmer nach Sportarten

### Boxen
Über die Asienspiele 2022 qualifizierten sich zwei nordkoreanische Boxerinnen für die Olympischen Spiele.
| Athleten     | Wettbewerb       | 1. Runde | 1. Runde | Achtelfinale | Achtelfinale | Viertelfinale | Viertelfinale | Halbfinale    | Halbfinale    | Finale        | Finale        | Rang   |
| Athleten     | Wettbewerb       | Gegner   | Ergebnis | Gegner       | Ergebnis     | Gegner        | Ergebnis      | Gegner        | Ergebnis      | Gegner        | Ergebnis      | Rang   |
| ------------ | ---------------- | -------- | -------- | ------------ | ------------ | ------------- | ------------- | ------------- | ------------- | ------------- | ------------- | ------ |
| Frauen       |                  |          |          |              |              |               |               |               |               |               |               |        |
| Pang Chol-mi | Klasse bis 54 kg | —        | —        | N. Uktamova  | 5:0          | W. Bertal     | 4:0           | Chang Y.      | 2:3           | ausgeschieden | ausgeschieden | Bronze |
| Won Ung-yong | Klasse bis 60 kg | —        | —        | C. Heijnen   | 1:4          | ausgeschieden | ausgeschieden | ausgeschieden | ausgeschieden | ausgeschieden | ausgeschieden | 9      |

### Judo
Über die IJF-Weltrangliste konnte sich eine nordkoreanische Judoka im Mittelgewicht der Frauen qualifizieren.
| Athleten     | Wettbewerb       | 1. Runde       | 1. Runde | 2. Runde      | 2. Runde      | Achtelfinale  | Achtelfinale  | Viertelfinale | Viertelfinale | Halbfinale / Trostrunde | Halbfinale / Trostrunde | Finale / Platz 3 | Finale / Platz 3 | Rang |
| Athleten     | Wettbewerb       | Gegner         | Ergebnis | Gegner        | Ergebnis      | Gegner        | Ergebnis      | Gegner        | Ergebnis      | Gegner                  | Ergebnis                | Gegner           | Ergebnis         | Rang |
| ------------ | ---------------- | -------------- | -------- | ------------- | ------------- | ------------- | ------------- | ------------- | ------------- | ----------------------- | ----------------------- | ---------------- | ---------------- | ---- |
| Frauen       |                  |                |          |               |               |               |               |               |               |                         |                         |                  |                  |      |
| Mun Song-hui | Klasse bis 70 kg | G. Matniyazova | 0:10     | ausgeschieden | ausgeschieden | ausgeschieden | ausgeschieden | ausgeschieden | ausgeschieden | ausgeschieden           | ausgeschieden           | ausgeschieden    | ausgeschieden    | 17   |

### Leichtathletik
Kein nordkoreanischer Leichtathlet konnte die Olympianormen des Weltverbandes erreichen. Über den Universalstartplatz nimmt Han Il-ryong am Marathon der Männer teil.
Laufen und Gehen
| Athleten     | Wettbewerb | Vorlauf | Vorlauf | Halbfinale | Halbfinale | Finale    | Finale | Rang |
| Athleten     | Wettbewerb | Zeit    | Rang    | Zeit       | Rang       | Zeit      | Rang   | Rang |
| ------------ | ---------- | ------- | ------- | ---------- | ---------- | --------- | ------ | ---- |
| Männer       |            |         |         |            |            |           |        |      |
| Han Il-ryong | Marathon   | —       | —       | —          | —          | 2:11:21 h | 29     | 29   |

### Ringen
Über das asiatische Qualifikationsturnier in Bischkek konnten vier nordkoreanische Ringer Quotenplätze für die Olympischen Spiele erreichen. Zudem gewann man beim internationalen Qualifikationsturnier einen Startplatz im Fliegengewicht der Frauen.

#### Freier Stil
Legende: G = Gewonnen, V = Verloren, S = Schultersieg
| Athleten       | Wettbewerb       | Achtelfinale | Achtelfinale | Viertelfinale | Viertelfinale | Halbfinale    | Halbfinale    | Hoffnungsrunde Halbfinale | Hoffnungsrunde Halbfinale | Hoffnungsrunde Finale | Hoffnungsrunde Finale | Finale             | Finale        | Rang   |
| Athleten       | Wettbewerb       | Gegner       | Ergebnis     | Gegner        | Ergebnis      | Gegner        | Ergebnis      | Gegner                    | Ergebnis                  | Gegner                | Ergebnis              | Gegner             | Ergebnis      | Rang   |
| -------------- | ---------------- | ------------ | ------------ | ------------- | ------------- | ------------- | ------------- | ------------------------- | ------------------------- | --------------------- | --------------------- | ------------------ | ------------- | ------ |
| Frauen         |                  |              |              |               |               |               |               |                           |                           |                       |                       |                    |               |        |
| Kim Son-hyang  | Klasse bis 50 kg | DNS          | DNS          | DNS           | DNS           | DNS           | DNS           | DNS                       | DNS                       | DNS                   | DNS                   | DNS                | DNS           | DNS    |
| Choe Hyo-gyong | Klasse bis 53 kg | L. Yépez     | V 4:7        | ausgeschieden | ausgeschieden | ausgeschieden | ausgeschieden | A. Ana                    | G 11:0                    | A. Wendle             | G 10:0                | ausgeschieden      | ausgeschieden | Bronze |
| Mun Hyon-gyong | Klasse bis 62 kg | DNS          | DNS          | DNS           | DNS           | DNS           | DNS           | DNS                       | DNS                       | DNS                   | DNS                   | DNS                | DNS           | DNS    |
| Pak Sol-gum    | Klasse bis 68 kg | I. Rîngaci   | G 10:6       | N. Nisha      | G 10:8        | A. Elor       | V 0:10        | —                         | —                         | —                     | —                     | B. Tosun Çavuşoğlu | V 2:4         | 4      |

#### Griechisch-römischer Stil
Legende: G = Gewonnen, V = Verloren, S = Schultersieg
| Männer    |                  |            |        |              |       |        |       |              |       |        |
| Ri Se-ung | Klasse bis 60 kg | V. Ciobanu | G 10:3 | I. Bakhramov | G 9:0 | Cao L. | V 3:3 | R. Rodríguez | G 8:0 | Bronze |

### Tischtennis
Über das olympische Qualifikationsturnier in Havířov qualifizierte sich ein nordkoreanisches Mixed-Doppel für die Spiele. Zudem gelang Pyon Song-gyong die Qualifikation als beste, noch nicht qualifizierte, Spielerin Ostasiens in der Weltrangliste für das Einzel der Frauen.
| Athleten                 | Wettbewerb | 1. Runde | 1. Runde | 2. Runde  | 2. Runde | 3. Runde     | 3. Runde | Achtelfinale            | Achtelfinale | Viertelfinale             | Viertelfinale | Halbfinale             | Halbfinale    | Finale / Platz 3 | Finale / Platz 3 | Rang   |
| Athleten                 | Wettbewerb | Gegner   | Erg.     | Gegner    | Erg.     | Gegner       | Erg.     | Gegner                  | Erg.         | Gegner                    | Erg.          | Gegner                 | Erg.          | Gegner           | Erg.             | Rang   |
| ------------------------ | ---------- | -------- | -------- | --------- | -------- | ------------ | -------- | ----------------------- | ------------ | ------------------------- | ------------- | ---------------------- | ------------- | ---------------- | ---------------- | ------ |
| Frauen                   |            |          |          |           |          |              |          |                         |              |                           |               |                        |               |                  |                  |        |
| Pyon Song-gyong          | Einzel     | Freilos  | Freilos  | Doo H. K. | 4:1      | N. Mittelham | 4:3      | A. Díaz                 | 4:3          | H. Hayata                 | 3:4           | ausgeschieden          | ausgeschieden | ausgeschieden    | ausgeschieden    | 5      |
| Mixed                    |            |          |          |           |          |              |          |                         |              |                           |               |                        |               |                  |                  |        |
| Ri Jong-sik Kim Kum-yong | Doppel     | —        | —        | —         | —        | —            | —        | T. Harimoto / H. Hayata | 4:1          | K. Karlsson / C. Källberg | 4:1           | Doo H. K. / Wong C. T. | 4:3           | Wang C. / Sun Y. | 2:4              | Silber |

### Turnen
Über die Weltcupserie am Sprung erhielt An Chang-ok einen persönlichen Startplatz für die Olympischen Spiele.

#### Gerätturnen
| Athleten    | Wettbewerb   | Qualifikation | Qualifikation | Finale        | Finale        | Rang |
| Athleten    | Wettbewerb   | Punkte        | Rang          | Punkte        | Rang          | Rang |
| ----------- | ------------ | ------------- | ------------- | ------------- | ------------- | ---- |
| Frauen      |              |               |               |               |               |      |
| An Chang-ok | Boden        | 11,666        | 72            | ausgeschieden | ausgeschieden | 72   |
| An Chang-ok | Sprung       | 14,183        | 6             | 14,216        | 4             | 4    |
| An Chang-ok | Stufenbarren | 13,433        | 35            | ausgeschieden | ausgeschieden | 35   |

### Wasserspringen
Bei den Weltmeisterschaften 2024 konnten nordkoreanische Wasserspringer drei Quotenplätze gewinnen.
| Athleten             | Wettbewerb            | Vorkampf | Vorkampf | Halbfinale    | Halbfinale    | Finale        | Finale        | Rang   |
| Athleten             | Wettbewerb            | Punkte   | Rang     | Punkte        | Rang          | Punkte        | Rang          | Rang   |
| -------------------- | --------------------- | -------- | -------- | ------------- | ------------- | ------------- | ------------- | ------ |
| Frauen               |                       |          |          |               |               |               |               |        |
| Kim Mi-rae           | Turmspringen 10 m     | 287,70   | 10       | 322,40        | 4             | 372,10        | 3             | Bronze |
| Kim Mi-rae Jo Jin-mi | Synchronspringen 10 m | —        | —        | —             | —             | 315,90        | 2             | Silber |
| Männer               |                       |          |          |               |               |               |               |        |
| Im Yong-myong        | Turmspringen 10 m     | 347,10   | 22       | ausgeschieden | ausgeschieden | ausgeschieden | ausgeschieden | 22     |